# Bagunte
Bagunte is een plaats (freguesia) in de Portugese gemeente Vila do Conde en telt 1662 inwoners (2001).